# 宗義蕃
宗義蕃（日语：／ Sō Yoshishige，1717年8月31日—1775年9月6日），日本江戶時代中期的大名、對馬府中藩第9代藩主。
宗義蕃是第6代藩主宗義誠的次子，幼名淺之允。1731年（享保16年），他被當作氏江家的後繼者。翌年他元服，第8代藩主宗義如賜予他偏諱，取名氏江如苗。1739年（元文4年）成為對馬藩的家老。1752年（寳曆2年）義如去世，他回歸宗氏，改名義蕃，並繼承家督之位。
1762年（寳曆12年），他將家督之位讓給義如的嫡子宗義暢，自己則隱居，並繼續掌握藩的實權直至1774年（安永3年）。1775年（安永4年）去世。